# 名阪近鉄バス

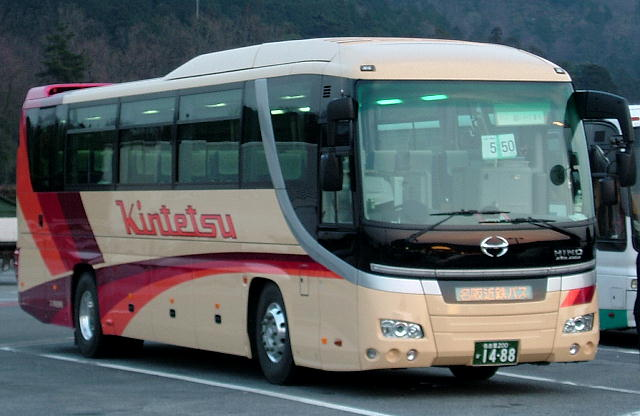
名阪近鉄バスの車両（日野・セレガ）

名阪近鉄バス株式会社（めいはんきんてつバス、英: Meihankintetsu Bus Co.,Ltd.）は、愛知県名古屋市に本社を置く、近鉄グループホールディングスの持分法適用会社・三重交通グループホールディングス傘下のバス会社。岐阜県大垣市を中心に路線バス、高速バス「名神ハイウェイバス」、愛知県・岐阜県・三重県の東海3県で貸切バスを運行する。
岐阜県のコミュニティバス以外の路線バス事業者では唯一、名鉄系ではない事業者である。

## 概要
1930年（昭和5年）5月24日、岐阜県大垣市で大垣自動車として創立。その後、同じ地域の鉄道事業者の養老電鉄（現：養老鉄道）の傘下を経て、近畿日本鉄道の100%子会社となった。
その後、近鉄グループのバス事業再編に伴い、営業エリアが一部重複する三重交通を傘下に持つ三交ホールディングス（現：三重交通グループホールディングス）が株式交換を行い、2007年（平成19年）10月1日付でその完全子会社となった。
主な子会社として旅行業を営む名阪近鉄旅行がある。なお、大阪府東大阪市に本社を置く近鉄バスとは別会社である（こちらは近鉄バスホールディングスの完全子会社）。

## 沿革

### 創業から近鉄グループ傘下へ
1930年（昭和5年）5月24日、猪飼自動車商会から事業全部を譲り受けて大垣自動車株式会社として岐阜県大垣市で創立。1937年（昭和12年）11月、すでに大阪電気軌道・参宮急行電鉄（現：近畿日本鉄道）の子会社となっていた養老電鉄（現：養老鉄道養老線）の傘下に入る。1941年（昭和16年）3月以降、谷汲鉄道、関西急行鉄道（現：近畿日本鉄道）等から事業を譲受。同年11月20日に全部改正された陸運統制令（昭和16年勅令第970号）による戦時統合で、大垣市を中心とする西濃地域は大垣自動車以外の4事業者が統合される事となり、1943年（昭和18年）3月に多良自動車株式会社、揖斐川自動車合資会社、市場自動車商会等から路線を譲り受け、岐阜県南西部に路線を拡張した。1945年（昭和20年）にタクシー事業を西濃タクシー（現：岐阜近鉄タクシー）に譲渡。1946年（昭和21年）7月に大軌証券（現：近畿日本鉄道）が全ての発行株式を取得し、完全に近鉄グループ傘下となる。
近鉄傘下となって以降は、1950年（昭和25年）11月に貸切バス事業を開始。1956年（昭和31年）8月1日に名古屋市で貸切バス事業を行っていた同系列の中京観光自動車株式会社を吸収合併し、商号を新中京バス株式会社に変更。名古屋に進出すると同時に本社を名古屋市に移し、東海3県での貸切バス事業を開始した。1958年（昭和33年）9月には名古屋近鉄バス株式会社に商号を変更、1960年（昭和35年）に全線開通した伊吹山ドライブウェイ（建設当時の名称は伊吹山観光自動車道）の建設にも関与した。1966年（昭和41年）4月には子会社として株式会社名古屋近鉄バス観光社を設立（現：名阪近鉄旅行）、同年8月には伊吹山観光自動車道株式会社を合併している。

### 名神ハイウェイバスの運行
1964年（昭和39年）に名神高速道路が開通し、この道路を走る高速バス路線を国鉄バス（現：ジェイアール東海バス・西日本ジェイアールバス）および数多くの民間会社が計画したため混乱した。
この混乱を収拾するため、運輸省（現：国土交通省）による調整の上、名鉄系の日本急行バス（名鉄・京阪・阪急・近江鉄道などが出資）と、近鉄系の日本高速自動車（近鉄・阪神・南海の3社が出資）の2社に集約の上、名神ハイウェイバスの運行を行うことにした。
しかしその後、東海道新幹線の開通やマイカーの普及などで乗客が低迷し、日本高速自動車は近鉄の単独出資の会社となり、1983年（昭和58年）12月に名古屋近鉄バスが日本高速自動車株式会社を合併して名阪近鉄高速バス株式会社に商号を変更した。同様に日本急行バスも名鉄の単独出資となり、名古屋観光日急から名鉄観光バスを経て、2009年（平成21年）2月に名鉄バスへ高速バス事業が移管された。

### 1980年代以降
1980年代以降の沿革は年表にまとめた。
- 1983年（昭和58年）12月 - 合理化の一環から、名古屋近鉄バス株式会社が日本高速自動車株式会社を合併して商号を名阪近鉄高速バスに変更[3]。
- 1994年（平成6年）7月1日 - 商号を名阪近鉄バス株式会社に変更[3][7]。
- 1997年（平成9年）5月 - 特別塗装のデラックス貸切バス「雅」「浪漫」を運行開始[3]。
- 2001年（平成13年）10月 - 名鉄揖斐線・名鉄谷汲線の廃止代替バスを運行開始。
- 2005年（平成17年）
  - 9月30日 - 名鉄谷汲線の代替バス（谷汲黒野線）が廃止される[8]。
  - 12月22日 - これまで同社直営であった伊吹山ドライブウェイを日本自動車道株式会社に営業譲渡[9]。
  - 同年末 - 大阪営業所が営業を終了し、事業を奈良観光バスに譲渡。
- 2006年（平成18年）1月16日 - 旧大阪営業所が、奈良観光バス大阪営業所として営業を開始[10]。
- 2007年（平成19年）10月1日 - 三重交通グループ持株会社の三交ホールディングス（現：三重交通グループホールディングス）が全株式を取得して完全子会社化[4]。
- 2008年（平成20年）末 - 岐阜営業所が営業を終了、大半の車両は大垣営業所に転属する。
- 2012年（平成24年）11月15日 - 養老町オンデマンドバス運行開始。
- 2015年（平成27年）1月5日 - 輪之内町デマンドバス運行開始。
- 2018年（平成30年） - 松阪営業所が営業を終了。
- 2019年（令和元年）9月30日 - 揖斐川町コミュニティバスの再編に伴い運行受託を終了[11]。
- 2020年（令和2年）
  - 1月25日 - 創立90周年記念事業として、記念ロゴマーク作成、記念グッズ（ご当地キティ・オリジナルトミカ）発売、記念回数券発売、バスガイド制服変更、復刻カラー路線バス運行などを行うことを発表[12]。
  - 5月24日　- 会社創立90周年を迎える[12]。
- 2023年（令和5年）
  - 3月13日 - 交通系ICカード全国相互利用サービス導入[13][14]。
  - 3月31日 - 回数券（紙式）の発売を終了[15]。
- 2024年（令和6年）7月1日 - 揖斐営業所が営業を終了し、自動車車庫となる[16]。

## 営業所

### 現行営業所
名古屋ナンバー
- 名古屋営業所（名古屋市中川区）- 貸切バス、愛知県内発着の高速バス、イオンモール熱田シャトルバス担当

岐阜ナンバー
- 若森営業所（大垣市本今町）- 路線バス、自治体委託運行バス担当
- 大垣営業所（大垣市内原）- 貸切バス、自治体委託運行バス[17]及びにしみの高速線（にしみのライナー）担当

四日市ナンバー（2020年5月までの登録車は三重ナンバー）
- 四日市営業所（四日市市日永東）- 貸切バス担当

### 廃止営業所
- 大阪営業所（大阪市淀川区木川東）- 淀川車庫と貸切バス担当
  - 現：奈良観光バス大阪営業所。名神ハイウェイバスの折返基地としての使用は継続している。
- 岐阜営業所（岐阜市入舟町）- 貸切バス担当
- 揖斐営業所（揖斐郡揖斐川町脛永）- 揖斐郡内を発着する路線バスを担当
  - 2019年9月30日までは揖斐川町コミュニティバスを運行受託していた[11]。
  - 2024年6月30日をもって営業所としての役割を終え、翌7月1日から自動車車庫となっている。
- 松阪営業所（松阪市塚本町）- 貸切バス担当

## IC乗車券
2023年（令和5年）3月13日より、PiTaPaを含む交通系ICカード全国相互利用サービスを開始。PiTaPaは後払い方式（ポストペイ）対応のため、事前チャージ（入金）は不要。また、PiTaPaを使って当社路線バスを60分以内に乗り継ぐ場合、2乗車目の運賃が割引（大人80円、小児40円）される（一部対象外路線あり）。
- PiTaPa以外のIC乗車券はバス車内、乗車券販売所、大垣駅前案内所でのチャージは出来ないので、あらかじめ各ICカード対応駅、コンビニエンスストア等でチャージする必要がある。また不足の場合は現金で支払うことになる[14]。
- 高速バス、養老町オンデマンドバス、輪之内町デマンドバス、大垣競輪場線、大垣伊吹山線、にしみのライナー、にしみのライナーリレーバス、名神ハイウェイバス、名古屋伊吹山線、上石津地域コミュニティバス、輪之内羽島線、輪之内町コミュニティバス、不破高校スクール線は対象外[13][18]。
- 交通系ICカード導入時点で、IC定期券及びグループ会社三重交通のemicaは導入されていない。
- 交通系ICカード導入に伴い、回数券（紙式）は2023年（令和5年）3月31日をもって発売が終了した。なお回数券の利用は引き続き可能[13]。

## 路線

### 路線バス（運行受託路線も含む）
大垣駅（大垣駅前と大垣駅北口）と待合室がある市民病院前の各バス停留所では、乗降の有無を問わず全便停車し、乗車扉を開けて客扱いを行う。

### 期間限定バス
養老関ケ原めぐりバス
- 養老駅 - 関ケ原駅 - 関ケ原ふれあいセンター前 - 養老駅
  - 岐阜県からの受託運行[17]。担当は大垣営業所。
  - 2016年（平成28年）7月23日 - 同年12月25日までの土日祝日限定運行、運賃無料。

### シャトルバス
イオンモール熱田シャトルバス
- 金山駅 - イオンモール熱田（無料、毎日運行）
  - 同シャトルバスは、2020年（令和2年）3月31日まで名鉄バス名古屋中央営業所と知立営業所の管轄で運行されてきた路線で、同年4月1日より、当社が運行を引き継いで運行されている[20]。車両は中型バスが使用され、立ち乗りは可能だが定員（シャトルバス46人）を超える乗車はできない。運行時刻は公式サイト「無料シャトルバスのご案内」を参照。

## 車両

### 車両メーカー
長らく全車が日野自動車・日野車体製で統一されていた。在籍車両数は路線車が70両あまり、貸切車は190両を越える。
路線車は大型10.5m車と中型車を中心に導入され、一部は他社からの移籍車である。最近では路線バスの出口付近に、名阪近鉄バスが三重交通グループホールディングスの傘下に入ったことを示すための「SANCO」ステッカーが貼られている。2009年（平成21年）にいすゞ自動車のエルガを2台購入。さらに2014年（平成26年）6月には初のハイブリッド車としてエルガハイブリッドを1台購入、若森営業所に配置された。
貸切車はハイデッカーを中心に導入され、全車が日野自動車製の車両で統一されている。豪華観光バスも在籍し「浪漫II」「煌」の愛称で運行する。また、Jリーグの名古屋グランパス選手専用とFC岐阜選手専用の特別車両も所有する。
高速車は貸切車からの転用車が多かったが、2002年（平成14年）以来9年ぶりに2011年（平成23年）に3台が新車導入された。2016年（平成28年）10月時点では高速車は順次新車が導入され、全9台中8台がコンセント（AC100V電源）とトイレ（化粧室）付きの車両となっている。また同年に名古屋営業所へ導入された貸切車の一部にもコンセント装備の車両がある。

### カラーリング
車両の塗装は、一般路線用の現行塗装は白と赤・オレンジを基調としたもので1993年（平成5年）に登場した。過去の塗装は近畿日本鉄道（現：近鉄バス）が1980年代まで使用していた2世代前の塗装と同じデザインで（色合いは若干異なる）、2014年（平成26年）には若森営業所所属の日野・ブルーリボンシティ1台がこの復刻カラーを纏い、さらに前面には日野の旧マークであるウィングエンブレムも付けられ、後輪には当時の車両のようにカバーが装着された。
貸切車はいくつかのカラーリングがあり統一されていないが、ベージュに赤・オレンジ・茶のラインが施されている車両が多い。この塗装は三重交通貸切車の旧塗装と色違いと思われがちだが、実際は1985年（昭和60年）登場の名阪近鉄高速バスのサロンカー「スーパーグレイス46」（日野グランデッカー）に施されたオリジナル塗装。これを同年12月に三重交通が自社貸切バスの新カラーの塗り分けとして採用したものであるが、三重交通は近年パッチワーク調の新デザインに変更した。他のカラーリングは白を基調に大きくKの文字を入れたものと、黄色地に踊るように丸ゴシックでKINTETSUと入った「ピクニック」塗装がある。
高速車は、日本高速自動車時代に採用された白と赤・オレンジの塗装が長らく使われていたが、貸切車からの転用車は貸切時代の塗装をそのまま使用しており、2011年（平成23年）導入の新車もベージュ地の貸切塗装になった。

### 車両ギャラリー

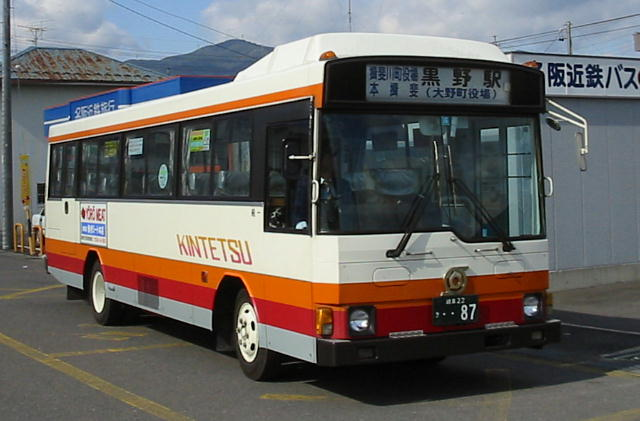
中型路線車 日野・レインボーRJ
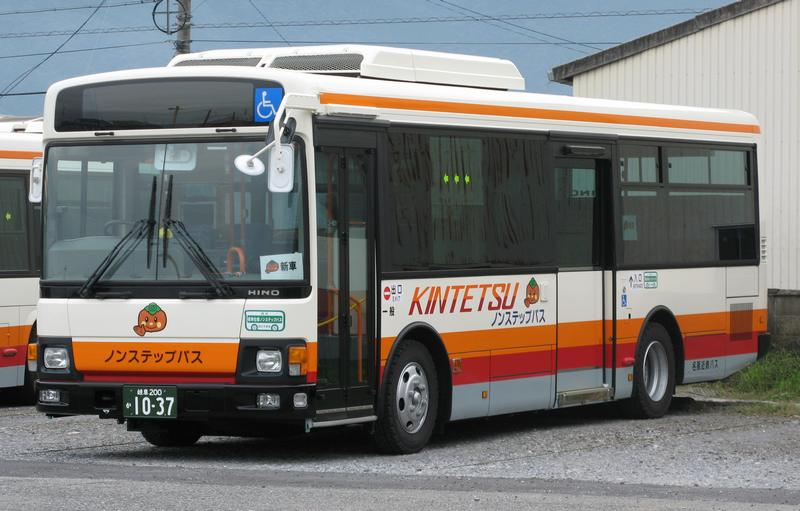
中型路線車 日野・レインボーII
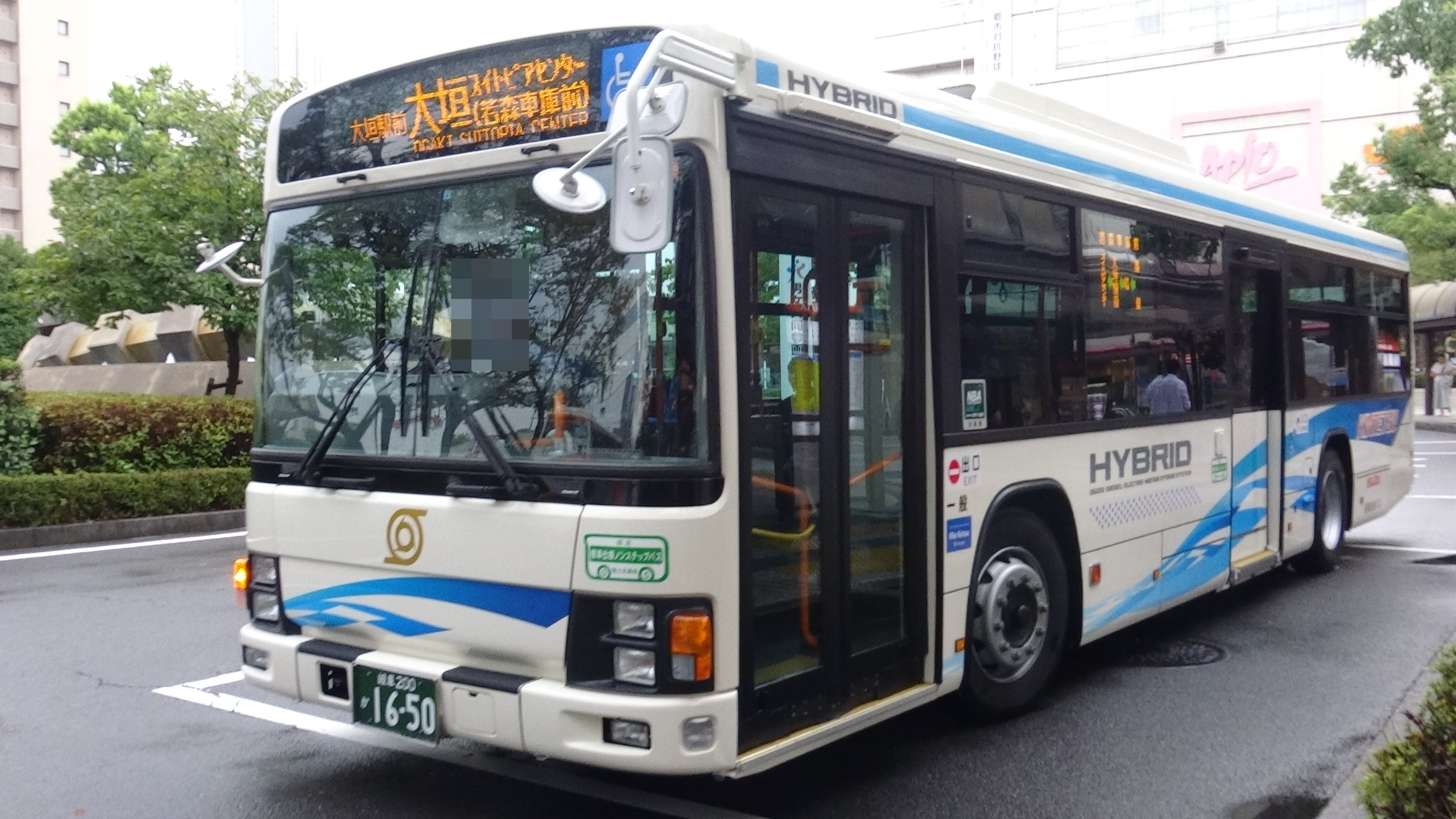
エルガハイブリッド、2014年6月初投入
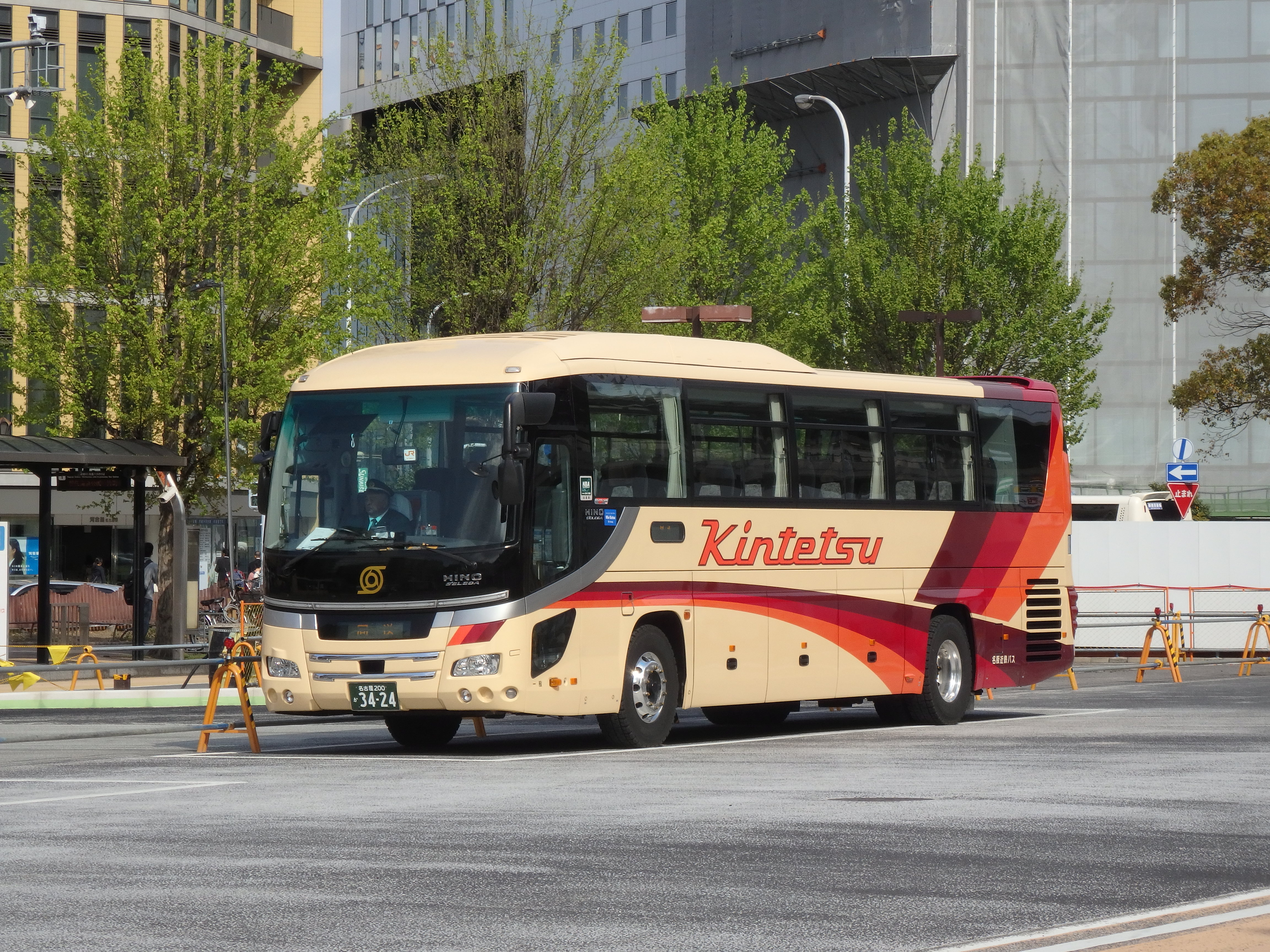
高速車 日野・セレガ
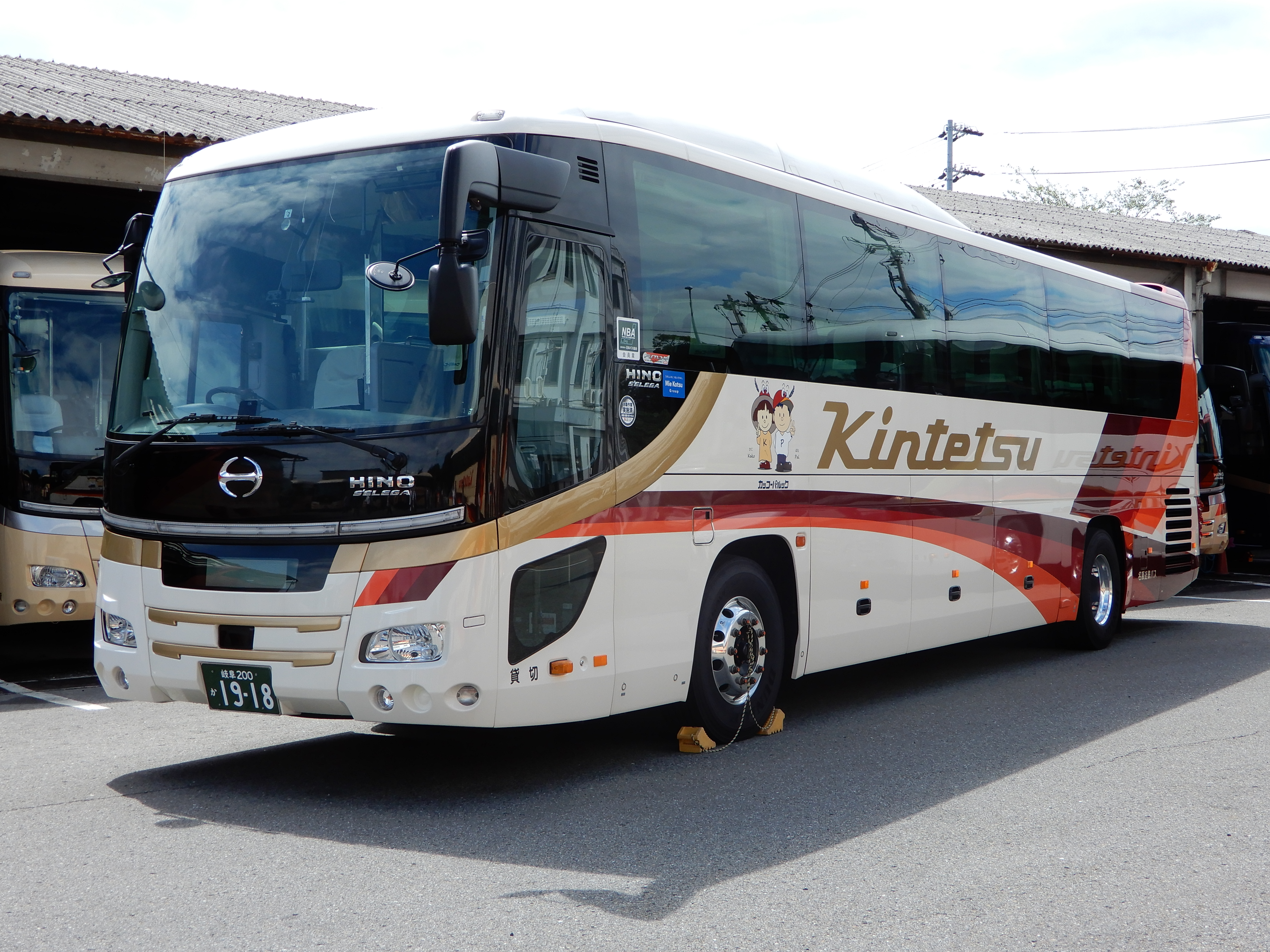
カッコーツアー専用車
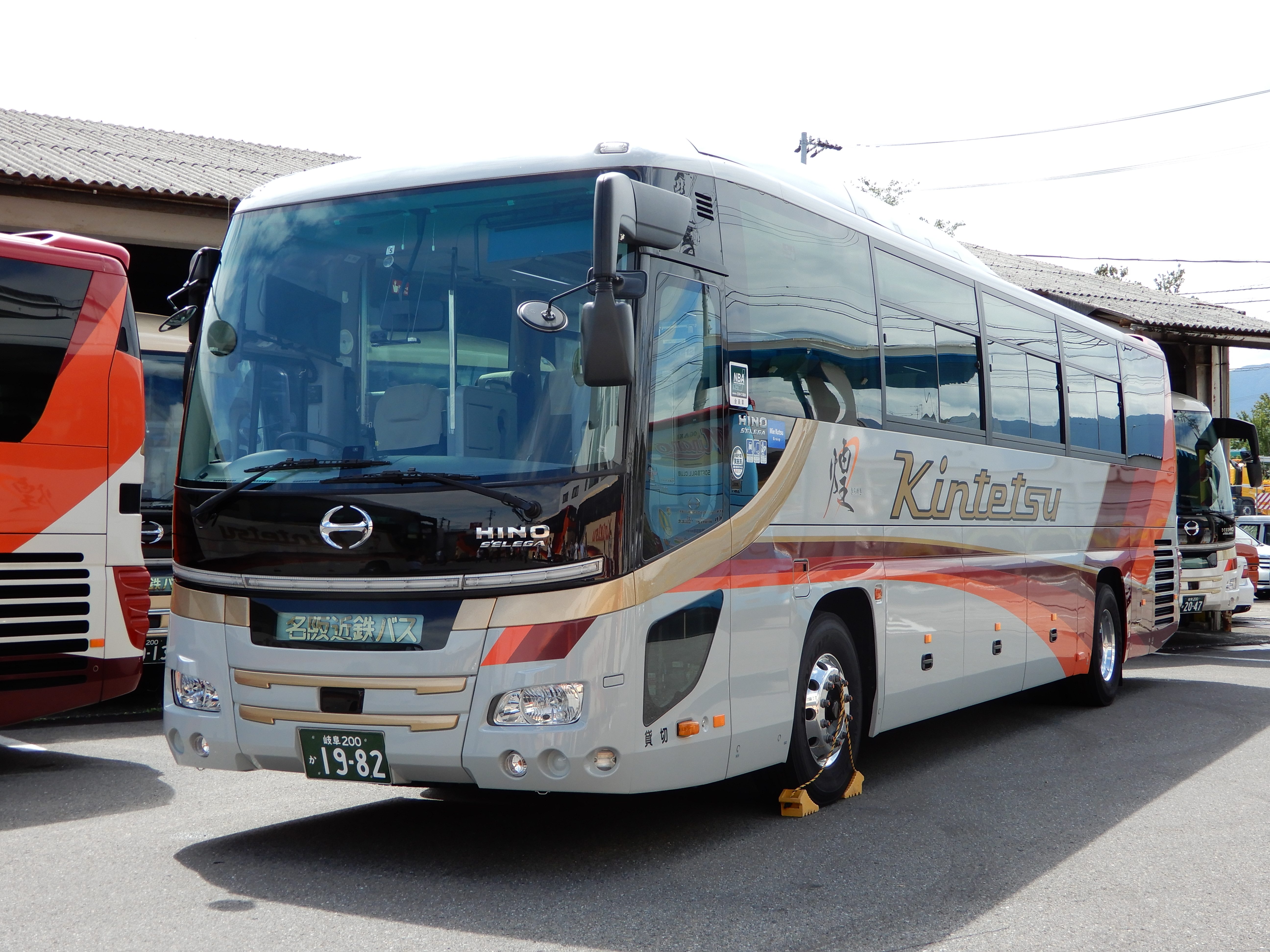
貸切車「煌」
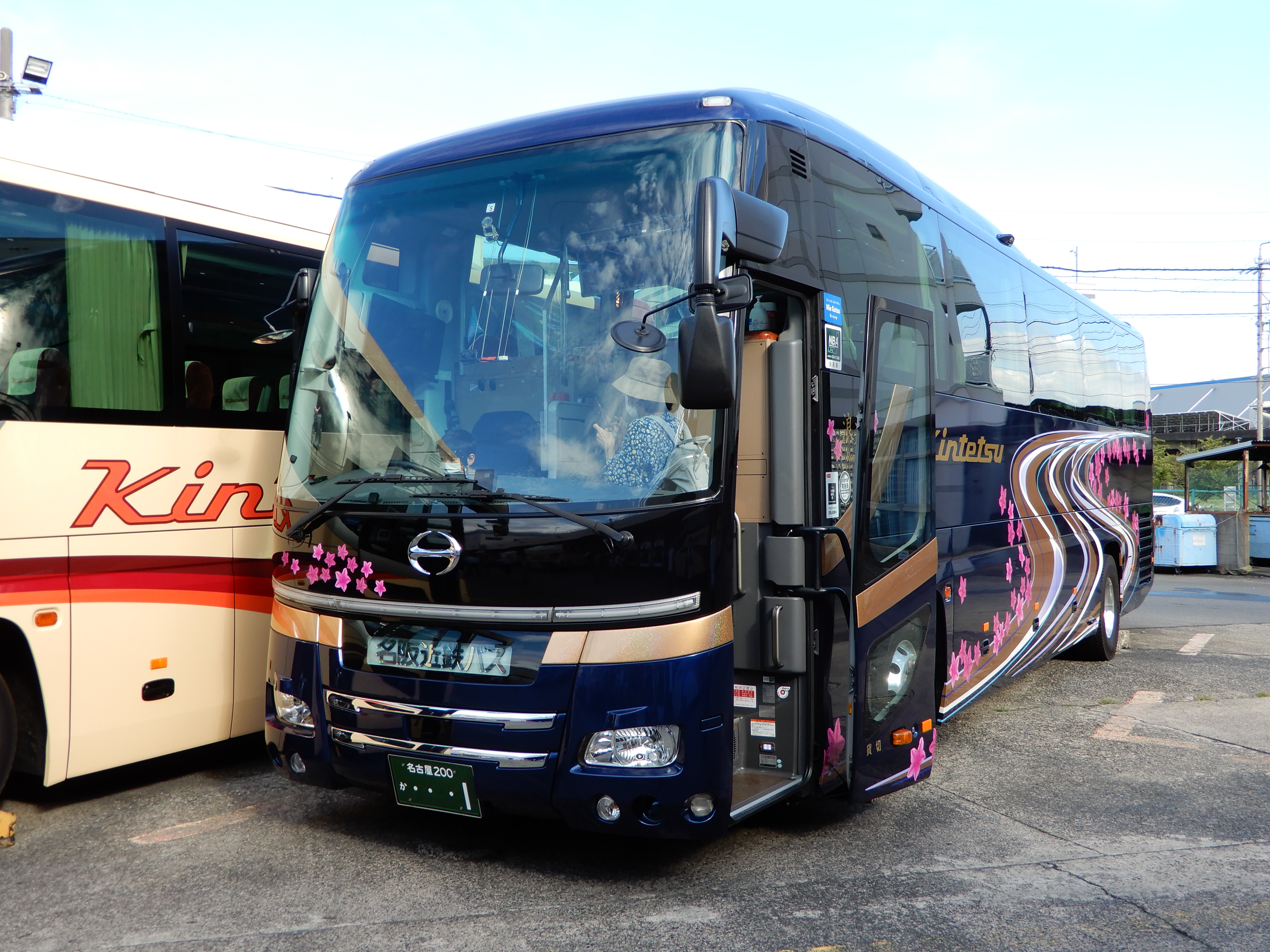
ハイグレード貸切車「浪漫II」
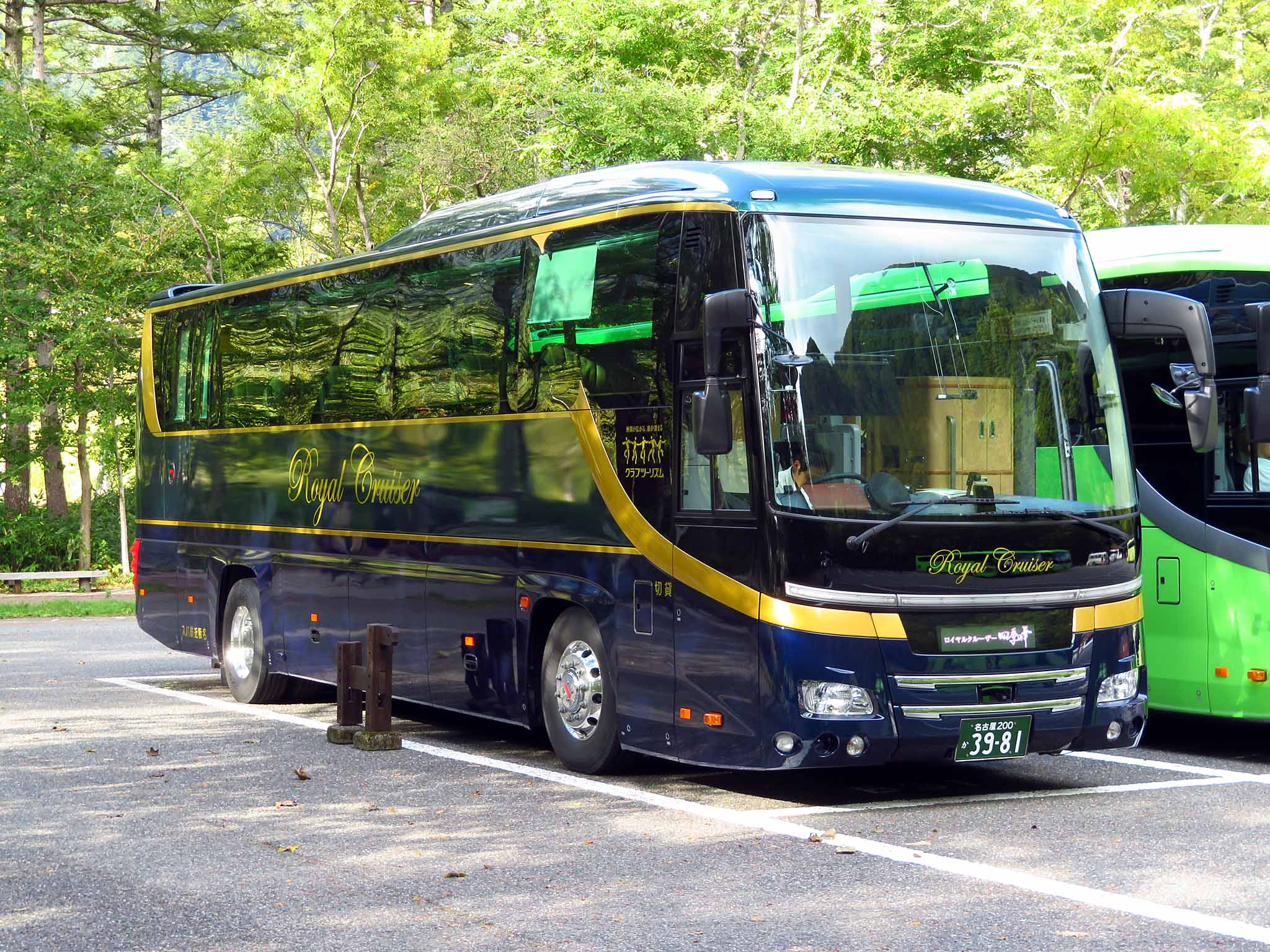
クラブツーリズム専用車「ロイヤルクルーザー 四季の華」
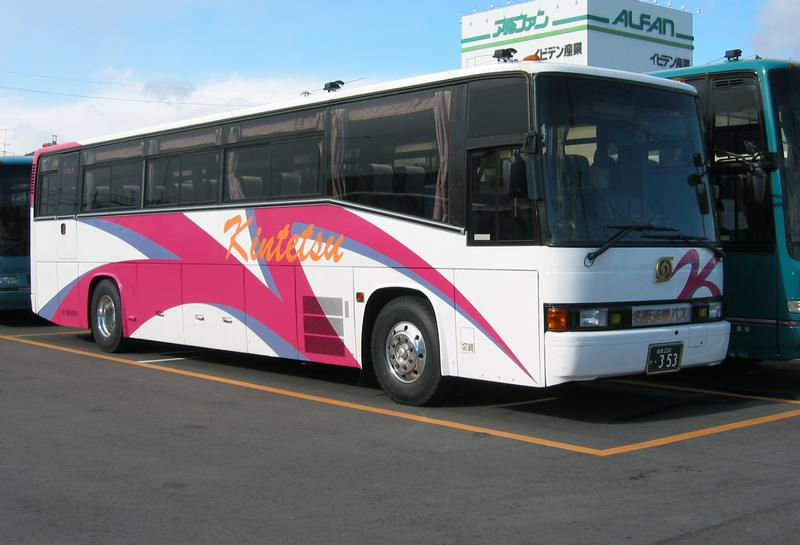
日野・ブルーリボンFD
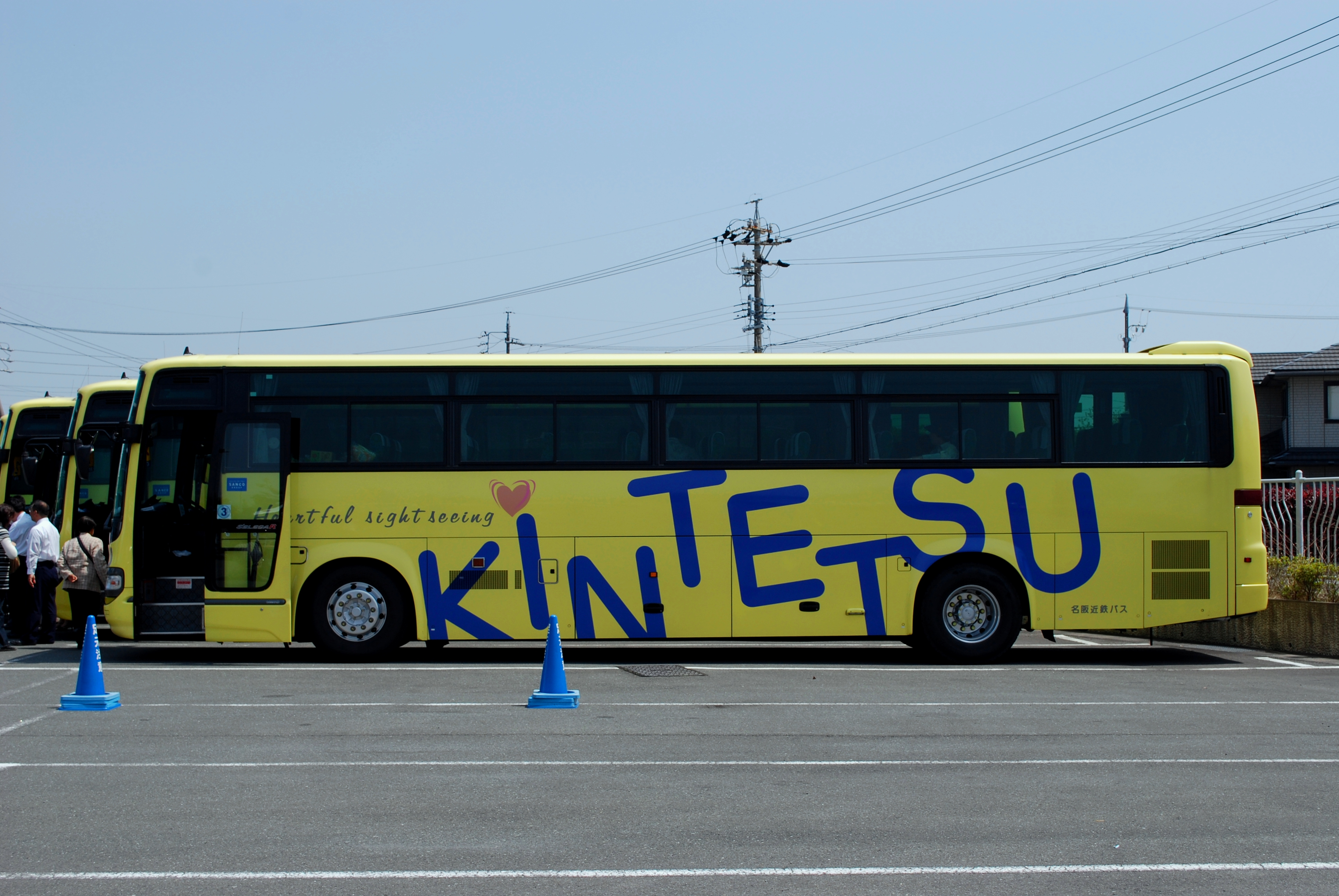
「ピクニック」塗装 浜松市にて